# فرودگاه آبی هرسن هات اسپرینگز
فرودگاه آبی هرسن هات اسپرینگز (به انگلیسی: Harrison Hot Springs Water Aerodrome) یک فرودگاه همگانی است که یک باند فرود آب دارد. این فرودگاه در کشور کانادا قرار دارد و در ارتفاع ۱۰ متری از سطح دریا واقع شده‌است.